# Саксонска Швейцария - Източен Ерцгебирге
Окръг Саксонска Швейцария – Източен Ерцгебирге (на немски: Landkreis Görlitz) е окръг в регион Дрезден, провинция Саксония, Германия. Заема площ от 1653.64 км2. Населението на окръга към 31 декември 2011 година е на 250 860 души. Гъстотата на население е 152 души/км2. Административен център на окръга е град Пирна.

## Градове и общини
В състава на окръга има 10 града и 18 общини.

## Политика

### Окръжен съвет
Съставът на окръжния съвет от 8 юни 2008 година е следния (от общо 86 места):
| Политическа група | (%)  | Места |
| ----------------- | ---- | ----- |
| CDU               | 43.9 | 38    |
| Die Linke         | 18.3 | 16    |
| Freie Wähler      | 11.4 | 10    |
| FDP               | 7.9  | 7     |
| NPD               | 7.5  | 6     |
| SPD               | 7.4  | 6     |
| Съюз 90/Зелените  | 3.6  | 3     |